# Robert Wexler
Robert Wexler, född 2 januari 1961 i New York, är en amerikansk demokratisk politiker. Han representerade delstaten Floridas 19:e distrikt i USA:s representanthus 1997–2010.
Wexler avlade 1982 kandidatexamen vid University of Florida och 1985 juristexamen vid George Washington University. Han arbetade sedan som advokat i Florida. Han var ledamot av delstatens senat 1990–1996.
Kongressledamoten Harry Johnston bestämde sig för att inte kandidera till omval i kongressvalet 1996. Wexler vann valet och efterträdde Johnston i representanthuset i januari 1997.
Wexler är bosatt i Delray Beach. Han är judisk.